# 藤田若水

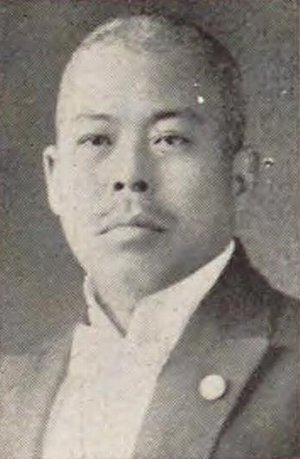
藤田若水

藤田 若水（ふじた わかみ、1876年（明治9年）12月11日 – 1951年（昭和26年）12月30日）は、日本の弁護士、衆議院議員（立憲民政党）。司法参与官。広島市長（官選）。早稲田大学評議員。

## 経歴
愛媛県新居郡中荘村大字中村（現在の新居浜市）出身。藤田甸之の四男。
1898年（明治31年）、東京専門学校（現在の早稲田大学）邦語行政科を卒業。1900年（明治33年）、弁護士試験に合格。
1901年（明治34年）、大阪に弁護士事務所を開き、1903年（明治36年）に広島市に移った。広島では弁護士副会長や弁護士会長を務めた。
広島市会議員、広島県会議員、県参事会員、県会副議長を歴任した後、1927年（昭和2年）の衆議院議員補欠選挙に当選。当選回数は合計で5回を数えた。1937年（昭和12年）、第1次近衛内閣が成立すると、司法参与官に任ぜられた。
1939年（昭和14年）から1943年まで広島市長を務めた。終戦後の1946年（昭和21年）に広島市復興審議会長に就任したが、翌年公職追放にあう。
その後は浜井信三に第1回市長選挙への立候補を慫慂するなど戦後の広島市政を陰で支え、最晩年の1951年には旧軍港都転換法に基づく広島市への国有地無償払い下げを実現すべく、前市長の木原七郎とともに病身を押して上京し政府との折衝に当たったが、その直後に死去した。

## 人物
趣味は囲碁。宗教は仏教。住所は広島市小町。東京宅は淀橋区諏訪町。

## 家族・親族
藤田家
- 妻・コト（1884年 - ?、愛媛、加藤俊夫の姉）[7]
- 長男・甸（1904年 - ?、早大政治経済学部卒業[3]）
- 二男・樸（1913年 - ?、早大法学部卒業[3]）
- 四女・光子[4]（1907年 - ?、兵庫、中部利三郎の妻）[7]
- 二女、三女、五女、六女[7]

親戚
- 加藤俊夫（衆議院議員） - 妻の弟[6][7]。
- 中部利三郎（大洋漁業副社長）[4] - 四女の夫[6][7]。